# トム・マシュラー
トム・マシュラー（Tom Maschler、1933年8月16日 - 2020年10月15日）は、イギリスの編集者、出版人。

## 略歴、人物
ベルリン生まれ。ナチスの迫害を逃れイギリスに亡命。マクギボン・アンド・キーやペンギン・ブックスで働いたのちジョナサン・ケープに入社。作品を出版した作家のなかでノーベル文学賞の受賞者が10人を超える。また、イギリスの文学賞であるブッカー賞の創設にもたずさわった。2000年の『ブックセラー』誌にて、「今世紀の出版界に最も影響を与えた10人の出版人」に選ばれた。

### 出版を手がけた主な人物

#### 小説家、劇作家
アーネスト・ヘミングウェイ、ミゲル・アンヘル・アストゥリアス、ジェフリー・アーチャー、ドリス・レッシング、アーウィン・ショー、ジョセフ・ヘラー、フィリップ・ロス、ウィリアム・スタイロン、アーノルド・ウェスカー、イアン・マキューアン、マーティン・エイミス、ブルース・チャトウィン、ジュリアン・バーンズ、サルマン・ラシュディ、トマス・ピンチョン、トム・ウルフ、カート・ヴォネガット、ロアルド・ダール、パトリック・ホワイト、ジョン・ファウルズ、ガブリエル・ガルシア・マルケス、マリオ・バルガス＝リョサ、カルロス・フエンテス、ホルヘ・ルイス・ボルヘス、エリアス・カネッティ、レン・デイトン、クロード・シモン、エドワード・オールビー、アイザック・バシェヴィス・シンガー、ラッセル・ホーバン、ナディン・ゴーディマー

#### 詩人
イオルゴス・セフェリス、オクタビオ・パス、パブロ・ネルーダ、ネリー・ザックス、デレック・ウォルコット

#### 児童書・絵本作家、画家、写真家
アラン・アルドリッジ、デイヴィッド・ペラム、キット・ウィリアムズ、
ジョン・バーニンガム、クェンティン・ブレイク、ニコラ・ベイリー、バベット・コール、デイヴィッド・ホックニー、ルシアン・フロイド、アンリ・カルティエ＝ブレッソン

#### その他
ジョン・レノン、デズモンド・モリス、アーウィン・ラザール、アルトゥール・ルービンシュタイン、ローレン・バコール、クライヴ・ジェイムズ、バーナード・レヴァイン、ケネス・タイナン

## 著書、参考文献
- Publisher, 2005.　『パブリッシャー』　麻生久美訳、晶文社、2006年。
- 『トム・マシュラー 14人のノーベル賞作家を送り出した男』 日本文学出版交流センター、2008年。